# خوان دارتس
خوان دارتس (انگلیسی: Juan Darthés; ۲۸ اکتبر ۱۹۶۴) بازیگر، خوانندگی اهل برزیل بود. وی بین سال‌های ۱۹۸۴ تا ۲۰۱۸ میلادی فعالیت می‌کرد.